# Henrique III de Lovaina
Henrique III de Lovaina (? — Tournai, Fevereiro de 1095) foi conde de Lovaina.

## Relações familiares
Foi filho de Henrique II de Lovaina e de Adela da Batávia, filha de Eberardo de Batávia. Casou-se com Gertrudes da Flandres (1080 — 1117), filha de Roberto I da Flandres "o Frísio" e de Gertrudes da Saxónia, de quem teve:
1. Adelaide de Lovaina, casada com Simão I da Lorena
2. Gertrudes de Lovaina, casada com Lamberto de Montaigu, conde de Montaigu e Clermont.

Em 1096, Gertrudes de Flandres depois de viúva voltou-se casar, desta feita com Teodorico II da Lorena (1050 — 1 de maio de 1115).